# Wally Dressel
Waltraud Dressel, detta Wally (3 giugno 1893 – 10 giugno 1940), è stata una nuotatrice tedesca.

## Palmarès

### Olimpiadi
- Argento a Stoccolma 1912 nella staffetta 4x100 metri stile libero.